# 嘉悦大学短期大学部
嘉悦大学短期大学部（かえつだいがくたんきだいがくぶ、英語: Kaetsu Junior College）は、東京都小平市花小金井南町2-8-4に本部を置いていた日本の私立大学である。1950年に設置され、2014年に廃止された。大学の略称は嘉悦短大。

## 概観

### 大学全体
- 東京都小平市に所在した日本の私立短期大学で、設置主体は学校法人嘉悦学園[1]。
- 国内で最初に認可された短期大学149校[注 3]の1校として、1950年に千代田区において日本女子経済短期大学[注 4]として開学[3]。当初は1学科体制で、平成に増設で一旦は2学科体制となっていたが、2001年度より再び1学科に改組された。
- 2011年度の入学生を最後に[注釈 2]、短期大学としての使命を終える[注釈 3]。

### 建学の精神（校訓・理念・学是）
- 嘉悦大学短期大学部における建学の精神は「怒るな働け」となっている。

### 教育および研究
- 嘉悦大学短期大学部はビジネスコミュニケーション学科を置いている。医療・福祉、簿記・会計、販売・営業、観光・ホテル、広報・企画、編入学の6つの育成モデルがある。実社会で必要なコミュニケーションを身につける能力・コンピューターを駆使する能力・キャリアをデザインするつまり自分自身の将来の目標を創造(設計)する能力を向上するところに学科の特徴がある。概ね2月にインターンシップが行われる。

### 学風および特色
- 嘉悦大学短期大学部は大学の学内に併設されており、両者同士の交流が深い。
- コミュニケーションする力、コンピューターを使いこなす力、キャリアデザインする力を育てるところに重点を置いている。
- 旧来の嘉悦女子短期大学から、女子のみを対象としていた。

## 沿革
- 1903年
  - 私立女子商業学校設置。
- 1949年
  - 10月 文部省[注釈 4]に短期大学[注 5]の設置認可に関する申請を行う[注 6]。なお、学科・専攻は以下の通りとなっている[注 7]。
    - 商学科 入学定員100名
- 1950年
  - 3月14日 左記を以て短期大学の設置が文部省[注釈 4]より認可される[注 8]。
  - 4月1日 左記を以て日本女子経済短期大学が以下の学科体制にて開学する[注 9]。
    - 商学科 入学定員100名
- 1951年
  - 2月21日 学校法人が成立する[15]。
- 1954年
  - 5月1日 学生数[16]/定員
    - 商科 227[注釈 5]/200
- 1961年
  - 3月31日 別科の設置が認められ、以下の課程を設ける[17]。
    - 商業専修 入学定員80名
- 1975年
  - 4月1日 商科を経済学科に改称[18]。
  - 同 別科商業専修を経済専修に改称[19]
  - 5月1日 学生数[20]/定員
    - 経済学科 1,110[注釈 5]/200
- 1982年
  - 4月1日 キャンパスを小平市に移転し、嘉悦女子短期大学（かえつじょしたんきだいがく）と改称[注釈 6]。
  - 同 経済学科の入学定員を100→200に増員[注釈 6]。
  - 5月1日 学生数[25]/定員
    - 経済学科 793[注釈 5]/300
- 1985年
  - 4月1日 経済学科の入学定員を200[27]→300[注釈 7]に増員[注 10]。
  - 5月1日 学生数[30]/定員
    - 経済学科 729[注釈 5]/500
- 1986年
  - 4月1日 経済学科の入学定員を300[注釈 7]→525[32]に増員[注 11]。
  - 5月1日 学生数[35]/定員
    - 経済学科 1,050[注釈 5]/825
- 1991年
  - 4月1日 経済学科の入学定員を525→600に増員[注 12]。
  - 5月1日 学生数[40]/定員
    - 経済学科 1,408[注釈 5]/1,125
- 1992年
  - 5月1日 学生数[注 13]/定員
    - 経済学科 1,464[注釈 5]/1,200
- 1993年
  - 4月1日 以下の学科を増設する[43]。
    - 経営情報学科 入学定員300名

  - 同 経済学科の入学定員を600→400に減員[注 14]。
  - 5月1日 学生数[46]/定員
    - 経済学科 1,206[注釈 5]/1,000
    - 経営情報学科 330[注釈 5]/300
- 1996年
  - 4月1日 以下の学科について入学定員を変更する[47]。
    - 経済学科 400→300
    - 経営情報学科 300→400

  - 5月1日 学生数[48]/定員
    - 経済学科 623[注釈 5]/700
    - 経営情報学科 720[注釈 5]/700
- 1999年
  - 5月1日 学生数[49]/定員
    - 経済学科 338[注釈 5]/600
    - 経営情報学科 684[注釈 5]/800
- 2000年
  - 4月1日 各学科の入学定員減を以下の通り行う[注 15]。
    - 経済学科 300→200
    - 経営情報学科 400→350

  - 同 以下の学科についてはこの年度で学生募集を最終とする[注 16]。
    - 経済学科
- 2001年
  - 4月1日 嘉悦大学短期大学部に改称[53]。
- 2004年
  - 3月31日  以下の学科については、左記をもって正式に廃止とする[54]。
    - 経済学科　

  - 4月1日 経営情報学科の入学定員を350→250に減員[54]。
- 2005年
  - 4月1日 学科名及び入学定員を以下の通り変更する[55]。
    - 経営情報学科 入学定員250名→ビジネスコミュニケーション学科 入学定員150名
- 2011年
  - 4月1日 この年度で短期大学の学生募集を最終とする[注釈 2]。
- 2014年
  - 6月30日 左記をもって文部科学省より正式に廃止の認可が下りる[注釈 3]。

## 基礎データ

### 所在地
- 東京都小平市花小金井南町2-8-4[注釈 1]

### 交通アクセス
- 西武鉄道新宿線花小金井駅下車。

### 象徴
- 右記資料を参照[56]。

## 教育および研究

### 組織

#### 学科
- ビジネスコミュニケーション学科 入学定員150名[注 17]

##### 過去にあった学科
- 経済学科 入学定員200名[注 18]

#### 専攻科
- なし

#### 別科
- 経済専修 入学定員80名[注 19]

##### 取得資格について
- 秘書士・上級情報処理士が取得できる。
- なお、過去にあった経済学科では教職課程として中学校教諭二種免許状（社会）が設置されていた。当初は中学校教諭（職業）ほか高等学校教諭免許状（商業）の教職課程を併設[59]

#### 附属機関
- 情報メディアセンター：図書館が併設されており、一般人も利用ができる。

### 研究
- 『嘉悦女子短期大学研究論集』[60]

## 学生生活

### 部活動・クラブ活動・サークル活動
- 嘉悦大学短期大学部のクラブ活動（嘉悦女子短期大学からあったものも含む）
  - 体育系：ゴルフ・バレーボール・舞踊・スキー・剣道・バスケットボール・テニス・ヨット・バトントワリング・バドミントン・ゲートボール
  - 文化系：写真・証券・珠算・コンピューター・映画・陶芸・茶道・美術・文芸・放送・演劇ほか

### 学園祭
- 嘉悦大学短期大学部の学園祭は「飛翔祭」と呼ばれ毎年、10月頃に行われている。嘉悦女子短期大学の時も同名称で行われていた。

### スポーツ
- バレーボール部は、嘉悦女子短期大学の時代より全国短期大学大会での優勝回数が多く、全日本インカレでの2回の優勝経験やユニバーシアード選抜選手を輩出するなど大いなる実績がある

## 大学関係者と組織

### 大学関係者組織
- 嘉悦大学短期大学部の同窓会は、旧来の嘉悦女子短期大学を含め「光風会」と呼ばれ、大学本部のほか北は北海道、南は九州地方にまで様々な支部がある。

### 大学関係者一覧

#### 大学関係者
- 黒川武雄：初代学長

#### 出身者
- 遠藤由美子（欽ドンおまけの子、ソフトクリーム）
- ゆうゆ（元おニャン子クラブ会員 No.19。経済学科中退）
- 松本亜璃沙（AV女優）
- 池野谷ひろみ（実業家、ぎょうざの満洲社長）
- 池上喜重子（教育者、学校法人池上学園元理事長）
- 川上未遊（声優、歌手）
- 畠山亜希子（元バレーボール選手）
- 岡野知子（元バレーボール選手）
- 横山雅美（元バレーボール選手）

## 施設

### キャンパス
- 研究室棟
- 体育館
- 教室棟
- アネックス棟（別館）
- かえつホール
- 第一食堂
- 第二食堂ほか

## 対外関係

### 他大学との協定

#### アメリカ
- 南ミシシッピ大学

#### イギリス
- ケンブリッジ大学

#### 中国
- 武漢大学

#### 日本
- 放送大学

### 系列校
- 嘉悦大学
- かえつ有明中学校・高等学校

## 卒業後の進路について

### 編入学・進学実績
- 系列の嘉悦大学以外では、以下の実績がある[61]

- 経済学科：横浜国立大学・流通経済大学・淑徳大学・駒澤大学・東京経済大学・日本大学・法政大学ほか
- 経営情報学科&ビジネスコミュニケーション学科：駿河台大学・杏林大学ほか